# Glück auf halber Treppe
Glück auf halber Treppe ist eine deutsche Filmproduktion aus dem Jahr 2005 mit Christine Neubauer.

## Handlung
Die Hausfrau Cleo Berger lebt schon seit einiger Zeit getrennt von ihrem Mann Hans, einem Zahnarzt. Als bei einem Kindergeburtstag plötzlich die Polizei mit einem Durchsuchungsbefehl vor der Tür steht, erfährt sie von den betrügerischen Machenschaften ihres Mannes. Sie muss mit ihren drei Kindern (Tim, Emma und Sophie) das Einfamilienhaus verlassen und steht plötzlich ohne Einkommen da. Da sich keine andere Wohnung findet, zieht die Familie zu Cleos Vater. 
Der pensionierte Archäologieprofessor ist nur wenig begeistert, die Familie in seiner Wohnung voller Antiquitäten zu haben. Cleo selbst hat ohnehin ein schwieriges Verhältnis zu ihrem Vater, da sie sich von ihm seit dem frühen Tod ihrer Mutter im Stich gelassen gefühlt hat. Sie nimmt eine Stelle als Kellnerin an und das Verhältnis zwischen Großvater und den Enkeln verbessert sich. Cleo verliebt sich in den Nachbarn Jan, misstraut ihm aber, da er täglich mit wechselnder Damenbegleitung ausgeht und nichts über seinen Beruf verrät. Daher vermutet sie, dass er als Callboy arbeitet. Schließlich kann Jan sie zu einem gemeinsamen Abend überreden und er erzählt ihr, dass er der Gourmetkritiker „Tafelspitz“ ist. 
Das Verhältnis zwischen Cleo und ihrem Vater hat sich gebessert und dieser hat sich in seine Nachbarin Thekla Heiser verliebt. Letztendlich entscheidet sich Cleo in der Wohnung ihres Vaters wohnen zu bleiben, während dieser in eine andere Wohnung im selben Haus mit Thekla zusammenzieht, sodass die ganze Familie unter einem Dach wohnen kann.

## Kritik
„Liebenswerte Familienkomödie um eine Frau in den besten Jahren, die nach einem Schicksalsschlag noch einmal eine zweite Chance bekommt.“